# Ann-Britt Leyman
Ann-Britt Leyman (Suecia, 10 de junio de 1922-5 de enero de 2013) fue una atleta sueca, especialista en la prueba de salto de longitud en la que llegó a ser medallista de bronce olímpica en 1948.

## Carrera deportiva
En los JJ. OO. de Londres 1948 ganó la medalla de bronce en el salto de longitud, con un salto de 5.58 metros, siendo superada por la húngara Olga Gyarmati (oro con 5.70 metros) y la argentina Noemí Simonetto (plata con 5.60 metros).